# 天启 (萧庄)
天启（558年三月—560年二月）是南梁政權永嘉王蕭莊的年号，共计近2年。
《南史》记载梁敬帝蕭方智即将禅让给陈霸先时，王琳为主梁嗣，去请蕭莊即位皇帝。558年二月即位，年号天启。《资治通鉴》载蕭莊即位在三月。

## 纪年
| 天启 | 元年  | 二年  | 三年  |
| ---- | ----- | ----- | ----- |
| 公元 | 558年 | 559年 | 560年 |
| 干支 | 戊寅  | 己卯  | 庚辰  |

## 同期存在的其他政权年号
- 中國
  - 大定（555年正月—562年正月）：西梁政權梁宣帝蕭詧的年号
  - 永定（557年十月—559年十二月）：南陈政權陳武帝陈霸先的年号
  - 天嘉（560年正月—566年二月）：南陈政權陈文帝陈蒨的年号
  - 天保（550年五月—559年十二月）：北齊政权齐文宣帝高洋年号
  - 乾明（560年正月—八月）：北齊政权齊廢帝高殷年号
  - 武成（559年八月—560年十二月）：北周政权周明帝宇文毓年号
  - 建昌（555年—560年）：高昌政权麴寶茂年号
- 朝鮮半島
  - 開國（551年—568年）：新羅真興王的年號

## 参看
- 中国年号列表
  - 其他使用天啟年號的政權